# 1980年夏季奥林匹克运动会蒙古代表团
1980年夏季奥林匹克运动会蒙古代表团是蒙古派出的1980年夏季奥林匹克运动会代表团。